# Rudgea sanarensis
Rudgea sanarensis är en måreväxtart som beskrevs av Julian Alfred Steyermark. Rudgea sanarensis ingår i släktet Rudgea och familjen måreväxter. Inga underarter finns listade i Catalogue of Life.